# Ars magna

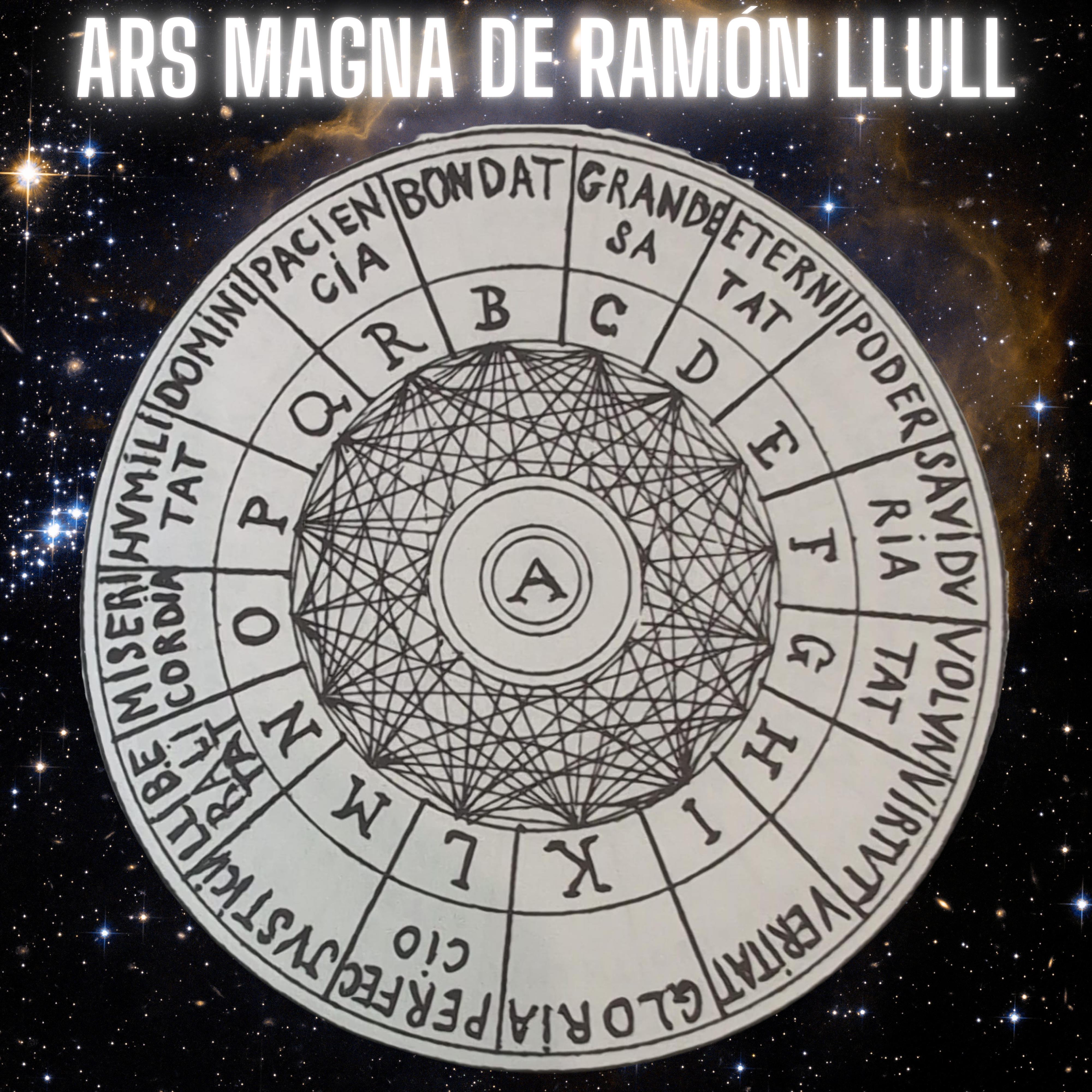
Ars Magna de Ramón Llull fotografiada del llibre de Francesc Pujols "Concepte General de la Ciència Catalana". És la primera figura de totes, relacionada amb Déu mateix.

L'Ars magna (títol complet: Ars magna, generalis et ultima, ca. 1305) és la versió més llarga de l'Ars lul·lià. N'hi ha d'altres versions més breus: Ars compendiosa inveniendi veritatem, Ars Brevis, Art demostrativa, etc. L'Ars Magna inventà un llenguatge formal basat en la lògica combinatòria per poder parlar de tot allò rellevant a la filosofia i religió sense la barrera de les llengües. Va formar una part important del seu desig de convertir els musulmans al cristianisme. És el primer intent de crear una llengua universal i va influir en Leibniz, qui va expandir el sistema i anomenar-lo "combinatòria". L'Ars magna de Ramon Llull es considera la primera creació capaç d’aplicar raonament de manera artificial en artefactes mecànics. No és tan l’invent com el plantejament de Ramon Llull el que marca una línia de recerca científica que va perdurar al llarg dels segles següents i que va dur els matemàtics d’èpoques posteriors a continuar plantejant models per establir la manera de sistematitzar el raonament lògic.

## Funcionament
Segons Hames, l'Ars és un intent de «trencar les fronteres intel·lectuals entre jueus, cristians i musulmans» i «establir una terminologia acceptable per a tots» (43). Llull mateix escriu que és un sistema complet en el Desconhort:
| « | Encara us dic que port una Art general Que novament és dada per do espiritual, Per que hom pot saber tota re natural Segons que enteniment ateny lo sensual. A dret e a medicina e a tot saber val, E a teologia, la qual m'és mais coral; A soure questions nulla art tant no val, E a destruir errors per raó natural. | » |

Al contrari dels escolàstics, Llull «descoratja […] la creació de mètodes distintes o vocabulari, així rebutjant un tret que havia definit virtualment tot el saber escolàstic des del segle xii». El sistema de Llull, doncs, havia de ser completament original per a evitar apropaments tradicionals a la teologia, l'hermenèutica i els textos en general, és a dir, va descartar tots el textos sagrats per a basar-se sols en l'argumentació racional.
L'Art funciona mitjançant la combinació d'aspectes (de Déu) per a arribar a veritats assegurades. Aquests aspectes tenen una lletra de referència (de B a K) que es combinen a partir d'unes figures de cercles i escales. Un cas d'exemple: BCD «La bondat [B] és gran [C] i eterna [D]». Tot i que això pot parèixer senzill, es pot formar quatre sil·logismes d'aquesta frase: l'afirmativa i la negativa universals (Tot el que és bo i gran és etern, o tot el que no és bo ni gran no és etern) i l'afirmativa i negativa particulars (Quelcom bon i gran és etern, etc.).

## Atributs divins
Els atributs divins estan representats per una lletra, de la B a la K. Cada atribut es correspon amb un principi, una pregunta essencial, una entitat, una virtut i un vici. En aquest llistat s'enumeren els atributs amb les seves correspondències:
- B = bondat - diferència - és - Déu - justícia - avarícia
- C = grandesa - concordança - què - àngel - prudència - gola
- D = eternitat - contrarietat - de quin - cel - fortalesa -luxúria
- E = poder - principi - per què - home - temperança - supèrbia
- F = saviesa - mitjà - quant - imaginació - fe - acídia
- G = voluntat - fi - quin - ànima sensitiva - esperança - enveja
- H = virtut - major - quan - ànima vegetativa - caritat - ira
- I = veritat - igualtat - on - elementativa - paciència - mentida
- K = glòria - menor - com - instrumenativa - pietat - inconstància

### L'Ars magna

#### La màquina
Un dels principals propòsits de l'activitat literària de Llull va ser indicar els errors dels racionalistes com Averrois i mostrar la veritat tal com l'entenien els cristians d'una manera tan clara i meridiana que fins i tot els musulmans més fanàtics poguessin apreciar-la sense possibilitat d'error.
Així doncs, Llull es va dedicar a dissenyar i construir una màquina lògica. De naturalesa mecànica, en aquesta màquina les teories, els subjectes i els predicats teològics estaven organitzats en figures geomètriques considerades «perfectes» (per exemple, cercles, quadrats i triangles). Operant uns dials i palanques, girant manovelles i fent donar voltes a un volant, les proposicions i tesis es movien al llarg d'unes guies i s'aturaven davant la posició positiva (certesa) o negativa (error) segons el que correspongués. Per Llull, la màquina podia provar per si mateixa la falsedat o certesa d'un postulat.
El religiós va batejar el seu instrument amb el nom d'Ars generalis ultima ('Última art general') o Ars magna ('Gran art'), tot i que avui a vegades es coneix amb el nom d'Ars magna et ultima. Aquest enginy va ser tan important per ell que va dedicar la major part de la seva ingent obra a descriure'l i explicar-lo, La realitat teòrica subjacent en aquell artefacte era una fusió o identificació de la teologia amb la filosofia, orientada a explicar les veritats de totes dues disciplines com si fossin una de sola. Era, per tant, el naixement de la teosofia.

#### El raonament
Els estudiosos cristians del segle xiii van celebrar la troballa de Llull, tot i que aviat van detectar els problemes del seu raonament. Tot i que és cert que normalment les dues disciplines estan d'acord —perquè el que és cert en filosofia no pot ser fals per al teòleg—, les dues arriben a la veritat per camins diversos: la teologia es recolza en la raó i la revelació divina, mentre que el filòsof està sol davant del problema, l'únic que té és la seva pròpia raó. Els àrabs van anar un pas més enllà: criticaven l'Ars magna perquè, segons ells, el que és fals en filosofia «pot ser veritat perfectament en teologia», perquè per Déu res no és impossible i Ell pot passar sense cap problema per sobre de les limitacions de la ciència. Aquest concepte es coneix com a «veritat de doble nivell».
En el seu afany de refutar els musulmans, Llull va exagerar el concepte en el sentit oposat: va opinar que la doble veritat era impossible perquè de fet la teologia i la filosofia eren la mateixa cosa. D'aquesta manera, Llull equiparava i identificava la fe i la raó. La persona descreguda no era capaç de raonar, i l'home de fe aplicava una raó perfecta. D'aquesta manera va creure haver resolt, gràcies a les proves de significats lògics i per descomptat al seu mecanisme, una de les controvèrsies més grans de la història del coneixement.
El problema d'aquests postulats era que arrasaven la diferència entre les veritats naturals i les sobrenaturals. Com que Llull era essencialment un filòsof místic, per ell la raó no es pot enfrontar amb veritats més altes; per fer-ho, cal recórrer sempre a la fe. D'aquesta manera, afirmava que la fe il·luminava la raó, per exemple, per entendre el misteri de la Santíssima Trinitat: hi ha un sol Déu veritable representat en tres persones, que malgrat tot no són ni poden ser «tres déus». Llull creia que per mitjà de mecanismes similars podria arribar a provar el motiu de tots els misteris i les raons de tots els articles de fe.
Si la raó exigeix a la fe que l'auxiliï, també la segona necessita la primera, perquè la fe per si sola podria conduir a error. Llull creia que l'home dotat de fe però no de raciocini era com un cec: pot trobar certes coses gràcies al tacte, però no totes ni sempre.

#### Les conseqüències
La tècnica lul·liana va ser difosa a la Corona d'Aragó pels seus seguidors, els lul·lians, que van fer arribar els seus ensenyaments a universitats com les de Barcelona i València. Tanmateix, la jerarquia catòlica no va veure amb bons ulls que s'estengués aquesta doctrina, perquè de seguida va entendre el perill de difuminar la diferència entre la veritat natural i la sobrenatural. Dos papes van condemnar formalment el lul·lisme: Gregori IX el 1736 i Pau VI més tard. A conseqüència d'això el beat Llull no ha estat canonitzat mai, tot i que el procés s'ha reactivat en els últims temps.